# Timothy Freke
 (avril 2011).
Si vous disposez d'ouvrages ou d'articles de référence ou si vous connaissez des sites web de qualité traitant du thème abordé ici, merci de compléter l'article en donnant les références utiles à sa vérifiabilité et en les liant à la section « Notes et références ».
Timothy Freke (né en 1959) est un écrivain britannique qui a acquis quelque renom[réf. nécessaire] avec des ouvrages sur Jésus.

## Biographie
Dans son best-seller[réf. nécessaire] The Jesus Mysteries (en collaboration avec Peter Gandy) il affirme que le christianisme aurait eu des origines païennes[réf. nécessaire]. Son ouvrage Jesus and the Lost Goddess a été une des sources d'inspiration pour Dan Brown dans son Da Vinci Code[réf. nécessaire]. Dans The Laughing Jesus, c'est l'existence historique de Jésus qui est mise en question. Freke habite à Glastonbury[réf. nécessaire].

## Réception critique
Les ouvrages de Timothy Freke n'ont fait fortune ni chez les historiens ni chez les théologiens[réf. nécessaire]. Dans sa recension de The Jesus Mysteries, l'historien scientifique[réf. nécessaire] James Hannam a critiqué entre autres le fait que les travaux universitaires sur lesquels il s'appuie pour identifier Jésus avec les dieux païens datent d'au moins cent ans, alors que la littérature universitaire plus récente sur le sujet n'est même pas mentionnée[réf. nécessaire]. L'Orphée crucifié qui figure sur la couverture a été reconnu comme un faux par les experts.

## Œuvres publiées

### Éditions en anglais
- Lao Tzu's Tao Te Ching, 1995.
- Heaven, 1996.
- Exotic Massage for Lovers: Sensual Techniques from the Ancient East (avec Yvette Mayo), 1996.
- Children's Visions of Heaven and Hell: Innocent Observations of the Afterlife (éd.), 1997.
- Zen Koan Card Pack, 1997.
- Zen Wisdom: Daily Teachings from the Zen Masters, 1997.
- The Illustrated Book of Sacred Scriptures, 1998.
- The Way of the Desert: Meditations for Today (Meditation for Today Series), 1998.
- The Way of the Sea (Meditations for Today Series), 1998.
- The Wisdom of the Hindu Gurus (Wisdom of the Masters Series), 1998.
- The Wisdom of the Sufi Sages (Wisdom of the Masters Series), 1998.
- The Wisdom of the Zen Masters (Wisdom of the Masters Series, 1998.
- Shamanic Wisdomkeepers: Shamanism in the Modern World, 1999.
- Taoist Wisdom: Daily Teachings from the Taoist Sages, 1999.
- The Wisdom of the Christian Mystics (The Wisdom of the World), 1999.
- The Wisdom of the Tibetan Lamas (The Wisdom of the World), 1999.
- Zen Made Easy: An Introduction to the Basics of the Ancient Art of Zen, 1999.
- Encyclopedia of Spirituality: Essential Teachings to Transform Your Life, 2000.
- Rumi Wisdom: Daily Teachings from the Great Sufi Master, 2000.
- Life's Daily Meditations, 2001.
- Spiritual Traditions: Essential Teachings to Transform Your Life, 2001.
- The Heart of Islam: Inspirational Book and Card Set, 2002.
- In the Light of Death: Spiritual Insight to Help You Live with Death and Bereavement, 2002.
- Tao Book & Card Pack, 2002.
- Lucid Living: A Book You Can Read in an Hour That Will Turn Your World Inside Out, 2005.
- Interview with Timothy Freke, 2005.
- How Long Is Now?: A Journey to Enlightenment...and Beyond, 2009.

En collaboration avec Peter Gandy
- The Complete Guide to World Mysticism (1998)
- The Hermetica: The Lost Wisdom of the Pharaohs (1998)
- The Jesus Mysteries: Was the "Original Jesus" a Pagan God? (1999)
- The Wisdom of the Pagan Philosophers (The Wisdom of the World) (1999)
- Jesus and the Lost Goddess: The Secret Teachings of the Original Christians (2002)
- The Laughing Jesus: Religious Lies and Gnostic Wisdom (2005)
- The Gospel of the Second Coming (2007)

### Édition en français
- Timothy Freke et Peter Gandy Les mystères de Jésus : le christianisme originel, éd. Aletheia, 2007
- Timothy Freke et Peter Gandy, Les mystères de Jésus : Jésus et la Déesse Égarée, éd. Aletheia, 2008
- L'histoire de l'ame